# Eustala bifida
Eustala bifida là một loài nhện trong họ Araneidae.
Loài này thuộc chi Eustala. Eustala bifida được Frederick Octavius Pickard-Cambridge miêu tả năm 1904.